# Jorge Garbett
Jorge Garbett   (Encarnación, 7 de novembre de 1954 - 11 d'octubre de 2015) va ser un músic, compositor i intèrpret paraguaià, important referent del Nou Cançoner Popular Paraguaià sorgit entre les dècades de 1970 i de 1980 a l'Amèrica Llatina.

## Infància i joventut
Fill de Graciela Vinader i Lorenzo Garbett, va néixer a la ciutat de Encarnación, situada al sud del territori de la República del Paraguai, el 7 de novembre de l'any 1954.
A inicis de la dècada de 1970, Jorge Garbett va conèixer Maneco Galeano, el seu germà José Antonio Galeano i Carlos Noguera. Aquesta trobada va determinar la seva incursió al moviment musical que, aleshores, propiciaven aquests artistes. Es tractava del Nuevo cancionero paraguayo, estil musical amb un marcat contingut social en les lletres de les cançons.
Per aquell temps, Jorge s'iniciava en la composició d'obres musicals del folklore paraguaià i balades llatinoamericanes, sempre imprimint en els seus versos una clara tendència cap a la temàtica social. Va estudiar Llicenciatura en Educació Musical a la ciutat de Porto Alegre (Brasil). Es va graduar a la Universitat Federal de Rio Grande do Sul. Va morir l'11 d'octubre de 2015.

## Trajectòria
L'any 1973, Maneco Galeano va fundar el Grup Sembrador, i el 1974 Jorge Garbett es va incorporar a aquest exponent del Nou Cançoner. Cap a finals de la dècada del 70 va formar, juntament amb Claudia Abente, un duo que es va caracteritzar per la calidesa artística i l'harmonia vocal. En la mateixa època va treballar amb l'actriu Hedy González Frutos en la presentació d'espectacles que combinaven poesia i música paraguaiana i llatinoamericana.
Al curs de formació com a músic i compositor, ha participat en cursos i seminaris sobre la música del segle XX amb el mestre Bruno Kiefer l'any 1978. L'any 1980, mor el seu amic i company Maneco Galeano. En aquest context, Jorge i José Antonio Galeano es van reclamar a la realització d'un material sonor denominat: "Para decir", en el qual van recopilar interpretacions de l'obres de Maneco Galeano. Des de l'any 1982 fins a 1984 va exercir com a professor d'harmonia a l'Ateneu Paraguaià. En 1984 va exercir com a professor de Taller de Música Popular del Festival "Mandua’ra."
L'any 1996 va participar en l'enregistrament d'un disc en viu amb el Grup Sembrador. Aquest material va comptar amb la participació del grup Ñamandú, integrat per Chondi Paredes i Ricardo Flecha. També hi va participar el mestre Óscar Cordozo Ocampo. El 1997 va tenir al seu càrrec la direcció musical de l'espectacle del grup Sembrador, anomenat "De amores y recovas". Aquesta presentació va tenir lloc al Teatre Municipal Ignacio A. Pane d'Asunción i va reunir a importants exponents de la música paraguaiana com: el mestre Óscar Cardozo Ocampo i l'Orquestra Philomúsica d'Asunción.
En 1999 va exercir com a director del cicle de recitals "Encendiendo sueños... en tus caminos, Latinoamérica". Aquest cicle va tenir la participació del Grup Sembrador, Óscar Cardozo Ocampo i altres artistes convidats. D'aquest cicle també s'ha produït un material discogràfic. Al maig de 2004, Jorge Garbett llança un material com a solista amb un CD que conté 18 cançons de la seva autoria denominat "Recantando Utopías". Jorge Garbett s'ha destacat també per una vasta creació d'obres musicals per a teatre i films. Fins avui, tots els espectacles de Sembrador tenen la direcció musical de Jorge Garbett.

## Defunció
Jorge Garbett va arribar com tots els diumenges al seu programa Mandu'ara a Ràdio 1000 però el programa es va iniciar sense ell. Posteriorment es va saber la trista i lamentable notícia. Havia mort d'un infart de miocardi fulminant i massiu a l'hospital Sant Sebastià, on havia arribat sense signes vitals.

## Obres
Va ser director del departament de Teleeducació de la Subsecretaria d'Estat de Cultura del Ministeri d'Educació i Cultura del seu país. També va dirigir el Centre Paraguaià Japonès d'Asunción. Com a compositor es destaquen les seves creacions sobre poesies d'importants escriptors llatinoamericans com Pablo Neruda i Mario Benedetti.
Són les seves composicions:
- «Soneto para Roberto» i «Para cuando mis manos» amb José A. Galeano
- «Ceferino Zarza compañero» amb Maneco Galeano,
- «Los hombres» (marcha) amb textos de Augusto Roa Bastos,
- «Para vivir» amb texto de F.I. Gómez Planás,
- «Que felicidad» amb lletra de Luis María Martínez i altres.

Va escriure per a les següents obres de teatre: 
- Madre Coraje
- La casa de Bernarda Alba
- Romeo y Julieta
- La dama del alba
- La esperanza S.A.
- Tartufo
- Las troyanas
- Bodas de sangre
- Yo el supremo
- Las criadas
- Ardiente paciencia
- Ellas murieron de amor
- Doña Rosita la soltera
- El mago de Oz
- El herrero y la muerte
- Blancanieves y los siete enanitos